# ポワンソ (クレーター)
ポワンソ (Poinsot) は、月の裏側にある大きなクレーターであり、月の北部に位置する。幾何力学を研究したフランスの数学者ルイ・ポワンソにちなんで名づけられた。ポワンソの北にはロジェストヴェンスキーが、ポワンソの南にはハイマンスが存在する。
ポアンソは隕石の衝突によって激しく崩壊しており、ポアンソの周壁およびクレーター底には無数のクレーター痕がみられる。中心丘は存在しないが、クレーター底の西部には小さいが特徴的なクレーターが付随している。

## 付随クレーター
ポワンソのごく近くにある小さなクレーターについては、アルファベットを付加することによって識別される。
| 名称       | 月面緯度     | 月面経度      | 直径  |
| ---------- | ------------ | ------------- | ----- |
| ポワンソ-E | 北緯 80.2 度 | 西経 129.8 度 | 25 km |
| ポワンソ-K | 北緯 77.6 度 | 西経 141.3 度 | 16 km |
| ポワンソ-P | 北緯 77.2 度 | 東経 149.7 度 | 27 km |